# 大花犀角
大花犀角（學名：Stapelia gigantea）是夹竹桃科犀角属的植物，也叫大豹皮花，原产热带非洲。